# Le Cercle Orion
Pour plus de détails, voir Fiche technique et Distribution.
La Ceinture d'Orion (Orions belte) est un film dramatique norvégien écrit et réalisé par Ola Solum et sorti en 1985. 

## Synopsis
Un groupe de marins norvégiens découvre une station d'écoute soviétique et sont pris entre les feux américains et russes.

## Fiche technique
- Titre : La Ceinture d'Orion
- Titre québécois : La ceinture d'Orion
- Titre original : Orions belte
- Réalisation : Ola Solum
- Scénario : Richard Harris, Jon Michelet
- Musique : Geir Bøhren
- Photographie : Harald Paalgard
- Montage : Bjørn Breigutu
- Pays d'origine : Norvège
- Langue originale : norvégien
- Format : couleur
- Genre : thriller et dramatique
- Durée : 103 minutes
- Dates de sortie :
  - Norvège : 8 février 1985

## Distribution
- Sverre Anker Ousdal : Lars
- Hans Ola Sørlie : Sverre
- Kjersti Holmen : Eva Gjelseth
- Vidar Sandem : Helge
- Nils Johnson : Erik
- Jon Eikemo : Bache, le gouverneur de Svalbard
- Johan Sverre : Myhre
- Jan Hårstad : Tveten
- Holger Vistisen : Morken
- Erik Øksnes : Sørensen
- Bjørg Telstad : Mai
- John Ausland : le colonel américain
- Jarl E. Goli : le sergent
- Tor Stokke : le ministre de la justice
- Jarle Stærnes : le secrétaire d'État
- Knut Ørvig : le consul russe
- Steve Plytas : l'ambassadeur russe
- Helge Jordal : Tom Jansen